# Corporate America
Pour les articles homonymes, voir Corporate (homonymie) et America.
 (septembre 2017).
Si vous disposez d'ouvrages ou d'articles de référence ou si vous connaissez des sites web de qualité traitant du thème abordé ici, merci de compléter l'article en donnant les références utiles à sa vérifiabilité et en les liant à la section « Notes et références ».
Albums de Boston
Greatest Hits
(1997) Life, Love and Hope
(2013)
Corporate America est le cinquième album studio du groupe américain de rock Boston, sorti en 2002 sous le label Artemis Records.

## Présentation
L'album présente la plus grande formation que le groupe Boston n'ait jamais eu et introduit Anton Cosmo (en) et Kimberley Dahme (en) en tant que membres et auteurs-compositeurs. C'est aussi le dernier opus de Boston avec le chanteur principal et membre fondateur Brad Delp, avant qu'il ne se suicide en 2007.
En 2003 et 2004, le groupe entreprend une tournée nationale pour promouvoir l'album.
La plupart des éditions comportent une version live de Livin' for You. La version originale studio de cette chanson provient du précédent album complet du groupe Walk On (1994).
Un morceau instrumental appelé Crystal Love, souvent déclaré sur Internet pour être une piste bonus de Corporate America, est en fait une chanson du guitariste sud-coréen Lee Hyun Suk apparue sur son album 3, sorti en 1995.
La dernière page du livret de l'album est consacrée à la préservation de l'environnement, en fournissant des liens vers des organisations telles que PETA, avec le message « Help us protect life on earth! » (en français : Aidez-nous à protéger la vie sur terre!).
Corporate America se vend à 32 000 exemplaires lors de sa première semaine de sortie et se classe 42e du classement Billboard 200. En 2013, l'album s'était vendu à 139 000 exemplaires aux États-Unis.

## Liste des titres
| 1.    | I Had a Good Time           | Tom Scholz                       | 4:16 |
| 2.    | Stare Out Your Window       | Anton Cosmo                      | 3:20 |
| 3.    | Corporate America           | Scholz                           | 4:37 |
| 4.    | With You                    | Kimberley Dahme                  | 3:28 |
| 5.    | Someone                     | Scholz                           | 4:11 |
| 6.    | Turn It Off                 | A. Cosmo                         | 4:38 |
| 7.    | Cryin'                      | A. Cosmo                         | 5:20 |
| 8.    | Didn't Mean to Fall in Love | Scholz, Curly Smith, Janet Minto | 5:14 |
| 9.    | You Gave Up on Love         | Scholz                           | 4:23 |
| 10.   | Livin' for You (Live)       | Scholz                           | 5:08 |
| 44:34 |                             |                                  |      |

| Titre bonus | Titre bonus                 | Titre bonus | Titre bonus | Titre bonus | Titre bonus | Titre bonus | Titre bonus | Titre bonus | Titre bonus |
| No          | Titre                       | Durée       |             |             |             |             |             |             |             |
| ----------- | --------------------------- | ----------- | ----------- | ----------- | ----------- | ----------- | ----------- | ----------- | ----------- |
| 11.         | Crystal Love (Lee Hyun Suk) | 6:38        |             |             |             |             |             |             |             |
| 51:12       |                             |             |             |             |             |             |             |             |             |

## Crédits
| - Tom Scholz : guitare lead, basse, claviers, batterie, chant - Brad Delp : chant, chœurs - Fran Cosmo : chant - Gary Pihl : guitare, claviers - Anthony Cosmo : guitare, chant - Kimberley Dahme : chant, guitare - David Sikes : basse - Curly Smith : batterie - Julia Van Daam, Bill Ryan : voix Membres additionnels - Charlie Farren : chant - Beth Cohen : flûte, chant - Bill Carman : basse - Tom Moonan : batterie, percussions - Frank Talarico : percussions loop - Sean Tierney : claviers | - Production, ingénierie, direction artistique : Tom Scholz - Production (assistants), ingénierie (assistants) : Anthony Cosmo, Fran Cosmo - Ingénierie : Dietmar Schmidt - Arrangements : Anthony Cosmo, Fran Cosmo, Tom Scholz - Mastering : Dr. Toby Mountain - Édition, transfert digital : Adam Ayan, Daniel Chase, Steve Churchyard, Adrian Hernandez, Matt Knobel, Carl Nappa, Gary Pihl, Bill Ryan - Photographie : Ron Pownall - A&R : John Kalodner |